# Schloss Hardisleben

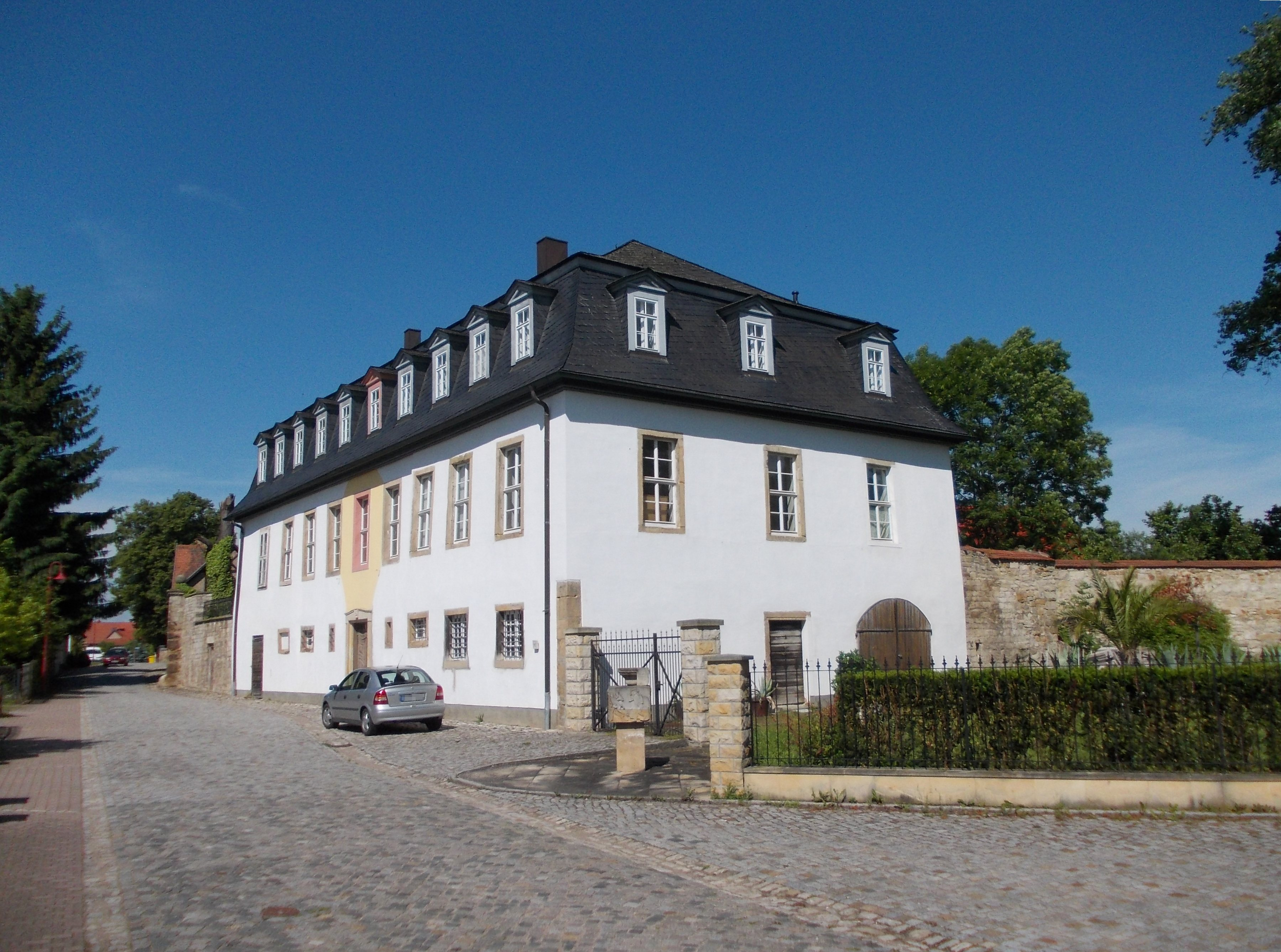
Das Schloss

Das Schloss Hardisleben ist ein früheres Jagdschloss in Hardisleben im Landkreis Sömmerda in Thüringen.

## Geschichte
Bereits um 300 befand sich am Standort des Schlosses eine Wallanlage, die später zu einer Wasserburg ausgebaut wurde. Während eines Großbrandes im Jahr 1679 fielen neben weiten Teilen des Dorfes auch das Wasserschloss und das Vorwerk den Flammen zu Opfer. Um 1700 ließ Herzog Johann Ernst III. von Sachsen-Weimar die Wasserburg als Lustschloss seiner Gattin wieder aufbauen. Nach dem Tod der Herzogin im Jahre 1738 wurde das Lustschloss nach Plänen des Architekten Gottfried Heinrich Krohne zum Jagdschloss umgebaut. Ab 1880 diente der Gebäudekomplex nach zwischenzeitlichem Leerstand als Forstamt.
Im Zweiten Weltkrieg wurde das Ensemble beschädigt und verfiel in der Nachkriegszeit, so dass nach 1945 bis auf das stark beschädigte Hauptgebäude alle Nebengebäude abgetragen wurden. Dieses diente, baufällig und vom Abriss bedroht, als Wohnhaus. Nach 1990 erfolgte eine Sanierung des in Privatbesitz befindlichen Gebäudes mit Unterstützung der Deutschen Stiftung Denkmalschutz.